# Иориссон, Давид
Давид Иориссон (в ряде источников Иорисс или Иорисзон; нидерл. David Joriszoon, лат. Ioannes Davidus Georgius, буквально — сын Георга, 1501[…], Брюссель или Брюгге — 25 августа 1556, Базель) — художник, анабаптист и сектант.

## Биография
Об его детстве и отрочестве информации практически не сохранилось, да и прочие биографические сведения о нём очень скудны и отрывочны; известно лишь, что Иориссон родился в 1501 году в Брюсселе или в Брюгге и в юности изучал искусство рисования.
С ранних лет Иориссон подвергал сомнению догматы веры; так в Дельфте за насмешки над религиозной процессией он был подвергнут телесным наказаниям; ему прокололи язык и изгнали прочь. Последующие события показывают, что это наказания возымело обратный эффект и церковь приобрела в его лице ярого ненавистника. 
Впоследствии Давид Иориссон основал собственную секту давидистов или иористов. За их безнравственное учение (они, например, не признавали брака) нидерландское правительство жестоко их преследовало и многих казнило, но сам он успел бежать. 
В 1542 году он написал свой религиозный труд «Wanderboek». 
Давид Иориссон умер 25 августа 1556 года в городе Базеле, где был известен под именем Иоанна фон Брюгге (или Биннингка). Лишь после его смерти узнали его настоящее имя; его труп был вырыт из могилы и вместе с его сочинениями предан сожжению. Давидисты, несмотря на все преследования, существовали в северо-западной Германии и Голландии ещё до XVII века.